# Porpax fibuliformis
Porpax fibuliformis là một loài thực vật có hoa trong họ Lan. Loài này được (King & Pantl.) King & Pantl. miêu tả khoa học đầu tiên năm 1898.